# Otto Schulman
Otto Schulman, född 29 maj 1601 på Ösel, död 24 november 1653 i Stockholm, var en svensk militär. 

## Biografi
Otto Schulman föddes 1601 på Ösel. Han var son till lantrådet Henrik Schulman och Margareta von Bremen. Schulman blev 1618 pikenerare vid konung Gustaf II Adolfs livregemente och senare samma år fänrik vid nämnda regemente. Han blev 1619 hovjunkare hos kungen och 1621 kornett vid Östgöta kavalleriregemente. Schulman blev 1624 löjtnant vid regementet och 1626 ryttmästare efter slaget vid Wallhof. Han blev 1626 major vid regementet och 1627 överstelöjtnant. År 1634 blev han svensk adelsman under namnet Schulman och introducerades samma år i Sveriges Riddarhus som nummer 176. Han blev 1643 överkommendant i Leipzig och Pleitzenburg. Schulman blev 10 juni 1648 överkommendant i Stralsund och Vor-Pommern. Han avled 1653 i Stockholm och begravdes 23 april 1654 i S:t Johannes kyrka i Norrköping. Kroppen begravdes därefter i familjegraven i Östra Eneby kyrka, där hans vapen sattes upp.

### Egendom
Schulman ägde Thomel, Ropacka, Brandsnäs i Torpa socken och Svärtinge säteri i Östra Eneby socken.

### Familj
Schulman gifte sig 1630 med Anna Catharina von Mörner (död 1671), dotter till hovmarskalken Bernt Didrik von Mörner och Anna von der Grünau. De fick tillsammans barnen Beata Schulman (död 1706) som var gift med landshövdingen Hans Georg Mörner af Morlanda, överstelöjtnanten Adam Schulman och överstelöjtnanten Leonard Schulman (1644–1677).